# Ярмонов, Игорь Петрович
Игорь Петрович Ярмонов (род. 15 октября 1967, Никель, РСФСР, СССР) — украинский шахматист, 5-кратный чемпион мира по шахматам по версии IPCA и 10-ти кратный чемпион Украины среди шахматистов с физической инвалидностью, имеющих нарушения опорно-двигательного аппарата, шахматный композитор. Международный мастер по шахматам (2002), мастер ФИДЕ по шахматной композиции (2011). Чемпион Украины по шахматам среди ветеранов (2020), вице-чемпион командного чемпионата мира по шахматной композиции в составе сборной Украины (2020—2022). Участник восьми шахматных олимпиад в составе команды IPCA (2002, 2006, 2008, 2010, 2012, 2014, 2016, 2018). Заслуженный мастер спорта Украины (2006).  Почётный гражданин г. Мариуполя (в 2019 году). Награжден орденом «За заслуги» III степени Указом Президента Украины В. Зеленского в 2020 году.

## Биография
Игорь Петрович Ярмонов — инвалид детства. Более полутора десятилетия является лидером шахматных соревнований среди людей с нарушением опорно-двигательного аппарата Украины и мира. Звание международного мастера по шахматам присвоено в 2002 году.
Начиная с 2002 года Игорь Ярмонов участник Чемпионата Мира по шахматам по версии IPCA (среди людей с физической инвалидностью, имеющих нарушения опорно-двигательного аппарата): в 2002, 2013, 2016, 2018 и 2019 годах стал чемпионом мира IPCA. В 2006, 2008, 2012 и 2014 годах был вице-чемпионом Мира IPCA.
В 2002 году шахматистам IPCA (с поражением опорно-двигательного аппарата) была предоставлена возможность отдельной командой участвовать во Всемирной Шахматной Олимпиаде. С тех пор Игорь Ярмонов входит в состав международной сборной команды IPCA. Он принимал участие на Всемирных Шахматных Олимпиадах: Блед 2002 в Словении, Турин 2006 в Италии, Дрезден 2008 в Германии, Ханты-Мансийск 2010 в России, Стамбул 2012 в Турции, Тромсё 2014 в Норвегии, Баку 2016 в Азербайджане и Батуми 2018 в Грузии.
Игорь Ярмонов — известный шахматный композитор. Более 350 задач и этюдов во всемирно известных шахматных изданиях Германии, Англии, Швеции, Швейцарии, Финляндии, Австрии, Болгарии, Голландии, Словакии, Чехии, Румынии, Венгрии, Украины и Израиля. Его работы вошли в таких сборники как Альбом «Шахматная композиция Украины» за 1986—1990, 1991—1995, 1996—2000 года; Альбомы ФИДЕ за 1998—2000, 2001—2003, 2004—2006, 2010—2012, 2013—2015, 2016—2018, 2019-2021 года.
В 2011 году Игорю Ярмонову присвоено звание Мастера ФИДЕ по шахматной композиции.
Игорь Ярмонов является спортсменом-инструктором регионального центра по физической культуре и спорту инвалидов с января 2003 года (г. Мариуполь, Донецкая область, Украина).
Награжден Почётной грамотой Кабинета Министров Украины с вручением памятного знака в декабре 2002 года. Заслуженный мастер спорта Украины. Награжден орденом «За заслуги» III степени Указом Президента Украины Владимира Зеленского в 2020 году.
В 2018 году на Всемирной Шахматной Олимпиаде в Батуми (Грузия) Игорь Ярмонов был признан лучшим игроком по версии тележурналистов, освещавших события этой Олимпиады.
Чемпион Украины по шахматам среди ветеранов (здоровых спортсменов, 50+) 2020 года. В составе сборной Украины по шахматной композиции среди здоровых спортсменов Игорь Ярмонов — вице-чемпион последнего Командного Чемпионата мира 2020—2022 гг..